# Noël Nétonon Ndjékéry
Noël Nétonon Ndjékéry, né le 25 décembre 1956 à Moundou, est un écrivain tchadien et suisse. Il est lauréat du Grand prix littéraire d'Afrique noire 2022 pour son roman Il n'y a pas d'arcs-en-ciel au paradis,. Avec son travail, il a l'ambition de « porter sur tous les continents sa manière subsaharienne de regarder, de ressentir et de dire le monde ».

## Biographie
Noël Nétonon Ndjékéry grandit dans le Logone-Occidental, précisément à Moundou, au Tchad. Il étudie les mathématiques, et s'établit en Suisse où il travaille en tant qu'informaticien. Son premier roman, Sang de kola, paraît en 1999. Il a commencé à écrire des poèmes et des nouvelles dès son adolescence, inspiré à la fois par les griots tchadiens et par son expérience consistant à mettre ses compétences en français au service des Tchadiens analphabètes.
En 2017, il est lauréat du Grand Prix littéraire national du Tchad pour l’ensemble de son œuvre.
En 2022, interrogé par Le Monde, Noël Nétonon Ndjékéry cite le Discours sur le colonialisme d'Aimé Césaire, Les Soleils des indépendances d'Ahmadou Kourouma, Chronique d'une mort annoncée de Gabriel García Márquez et Essai sur l'inégalité des races humaines d'Arthur de Gobineau comme des livres l'ayant particulièrement marqué.

## Publications

### Romans et récits
- 1999 : Sang de kola, L'Harmattan.
- 2008 : Chroniques tchadiennes, Infolio.
- 2011 : Mosso, Infolio.
- 2019 : Au petit bonheur la brousse, Hélice Hélas.
- 2022 : Il n'y a pas d'arc-en-ciel au paradis, Hélice Hélas. — Prix Hors Concours 2022[8], Grand prix littéraire d'Afrique noire 2022, Prix Lettres frontière 2023
- 2024 : L'Angle mort du rêve, La Contre Allée[9]

### Recueil de nouvelles
- 1993 : La descente aux enfers, Hatier, 159 p.[10]
- 2014 : La minute mongole, La Cheminante (réédition en 2023, Hélice Hélas)
- 2021 : Le pique-boeuf sur la bosse du zébu, The Quilombo Publishing